# Dana Brunetti
Pour les articles homonymes, voir Brunetti.
Dana Brunetti est un producteur de cinéma et de télévision né le 11 juin 1973 à Covington (Virginie).

## Biographie
Dans les années 1990, il rencontre Kevin Spacey à New York et devient son assistant. En 1997, il fonde avec lui Trigger Street Productions (en), et en est nommé président en 2004.

## Filmographie

### Cinéma
- 2004 : Beyond the Sea de Kevin Spacey
- 2006 : Bernard et Doris de Bob Balaban
- 2006 : Mini's First Time de Nick Guthe
- 2006 : Mr. Gibb (en) de David Ostry
- 2006 : The Sasquatch Gang (en) de Tim Skousen
- 2008 : Columbus Day de Charles Burmeister
- 2008 : Las Vegas 21 de Robert Luketic
- 2009 : Fanboys de Kyle Newman
- 2009 : Le Psy d'Hollywood de Jonas Pate
- 2010 : The Social Network de David Fincher
- 2010 : Casino Jack de George Hickenlooper
- 2010 : Father of Invention de Trent Cooper
- 2011 : Inseparable de Dayyan Eng
- 2012 : Safe de Boaz Yakin
- 2013 : Capitaine Phillips de Paul Greengrass
- 2015 : Cinquante nuances de Grey de Sam Taylor-Wood
- 2023 : Gran Turismo de Neill Blomkamp

### Télévision
- 2013 : House of Cards

## Nominations
- Capitaine Phillips
  - Oscars 2014 : Nomination pour l'Oscar du meilleur film
  - BAFTA 2014 : Nomination pour le BAFA du meilleur film
- The Social Network
  - Oscars 2011 : Nomination pour l'Oscar du meilleur film
  - BAFTA 2011 : Nomination pour le BAFA du meilleur film